# Codice ATC A14
Il codice ATC A14 "Agenti anabolizzanti per uso sistemico" è un sottogruppo del sistema di classificazione Anatomico Terapeutico e Chimico, un sistema di codici alfanumerici sviluppato dall'OMS per la classificazione dei farmaci e altri prodotti medici. Il sottogruppo A14 fa parte del gruppo anatomico A, farmaci per l'apparato digerente e del metabolismo.
Codici per uso veterinario (codici ATCvet) possono essere creati ponendo la lettera Q di fronte al codice ATC umano: QA14...
Numeri nazionali della classificazione ATC possono includere codici aggiuntivi non presenti in questa lista, che segue la versione OMS.

## A14A Steroidi anabolizzanti

### A14AA Derivati del diidrotestosterone
A14AA01 Androstanolone
A14AA02 Stanozololo
A14AA03 Metandrostenolone
A14AA04 Metenolone
A14AA05 Ossimetolone
A14AA06 Quinbolone
A14AA07 Deidroepiandrosterone
A14AA08 Oxandrolone
A14AA09 Noretandrolone

### A14AB Estrano derivati
A14AB01 Nandrolone
A14AB02 Etilestrenolo
A14AB03 Oxabolone cipionato

## A14B Altri agenti anabolizzanti
Gruppo vuoto